# Pera (San Giovanni di Fassa)
Péra (o Péra di Fassa)  è una frazione di 663 abitanti del comune di San Giovanni di Fassa in provincia autonoma di Trento, in val di Fassa.

## Geografia fisica
Situata sulla sponda destra del torrente Avisio, allo sbocco della Val di Vajolet, la località si trova a un chilometro da Pozza di Fassa e si suddivide in due parti: Pera di sopra e Pera di sotto. I gruppi montuosi che circondano Pera sono il Catinaccio e il Buffaure.

## Origini del nome
Nel dialetto fassano il nome Pera significa pietra o sasso. Il toponino deriva dunque dall'imponente masso erratico che si trova nel centro del paese, a fianco dell'Albergo Rizzi, edificio sotto tutela delle Belle Arti, che in passato ha ospitato re, principi, nobili e personaggi illustri come Enrico Fermi e sulla cui facciata è presente un imponente affresco raffigurante San Cristoforo.
Agli inizi del XX Secolo l'abitato era noto in italiano con il nome di "Perra", come si può verificare dall'insegna ancora presente all'inizio del paese provenendo da Canazei. Tale toponimo è progressivamente caduto in disuso in favore dell'originale ladino Pera.

## Storia
Pera è stato un comune italiano istituito nel 1920 in seguito all'annessione della Venezia Tridentina al Regno d'Italia. Nel 1926 è stato aggregato insieme a Pozza di Fassa al comune di Vigo di Fassa. Nel 1952 Pera passò al reistituito comune di Pozza di Fassa. A seguito di un referendum avvenuto il 20 novembre 2017, nel 2018 i comuni di Pozza di Fassa e Vigo di Fassa si sono nuovamente fusi nel nuovo comune di San Giovanni di Fassa.

## Monumenti e luoghi d'interesse
- Chiesa di San Lorenzo. Nella chiesa di San Lorenzo di Pera, rimaneggiata più volte nel suo impianto decorativo, si conserva uno degli ultimi esempi di tipologia costruttiva dell'altare a portelle (in tedesco Flügelaltar). Il manufatto dedicato al santo titolare risale infatti al 1612 e ripete con grazia gli standard compositivi degli altari tardogotici nati in area tedesca. Sul campanile sono installate 5 campane di diverse epoche tra cui spicca la campana minore del 1793, fusa dal fonditore bolzanino Zach. Essa costituisce un interessante esempio di campana in sagoma Barocca Bolzanina rilevante dal punto di vista storico.
- Albergo Rizzi: è un edificio storico tutelato dalle Belle Arti, con una facciata affrescata con una grande immagine di san Cristoforo. Nella sua storia l'albergo ha ospitato re, principi, nobili e personaggi illustri come Enrico Fermi.
- Mulini ad acqua: a Pera di Fassa si può ammirare uno dei pochi mulini ad acqua ancora esistenti in Trentino, costituito da tre grandi ruote idrauliche a pale che azionano due macine per cereali e un brillatoio per l’orzo. Il mulino è presente nelle mappe catastali del 1858, ma potrebbe risalire almeno al XVIII secolo.

## Cultura

### Caseificio Sociale Val di Fassa
A Pera, presso il Caseificio Sociale Val di Fassa, dal 2013 si trova la sezione del Museo ladino di Fassa “L Malghièr” dedicata all’arte dell’allevamento e della produzione casearia, attività di importanza vitale in queste valli sin dalla preistoria.
Qui si trovano gli strumenti, antichi e nuovi, utilizzati nella lavorazione del latte, burro e del formaggio, sono visionabili testi, fotografie e strumenti frutto della ricerca dell’Istituto Culturale ed è inoltre possibile osservare le moderne lavorazioni del caseificio attraverso le vetrate che si affacciano sulla zona produttiva

## Geografia antropica
Pera di Fassa comprende, oltre al centro abitato omonimo, anche due località minori: Muncion e Ronch.

### Muncion
Muncion si trova a mezzacosta poco dopo Pera, ed è formato da un grosso antico maso e alcune baite sul pendio retrostante, ora anche da alcuni edifici di nuova edificazione.